# Nabemono

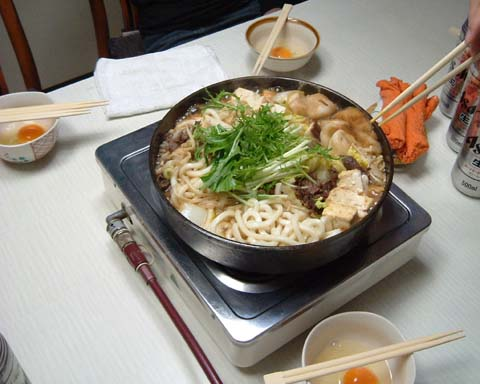
Nabemono

A nabemono (なべもの vagy　鍋物) összefoglaló neve az ún. japán „hot pot” ételeknek, melyeket az asztalon főznek meg, egy fazék fortyogó levesben. A hozzávalók külön tányérokon találhatók, melyekből mindenki kedve szerint választ, és állítja össze a fazék tartalmát. Sok fajtája van, különböző hozzávalókkal és fűszerezéssel.

## Leírása
A nabemono egy japán egytálétel, melyet az asztalnál, egy gázfőzőn főznek meg, és tartanak melegen az étkezés végéig. Általánosan a hidegebb hónapokban, ősszel és télen készítik ezt az ételt. A hozzávalók fajtánként és régiónként változnak. Az étkezés folyamán bármikor ki lehet az edényből venni az addigra már megfőtt hozzávalókat tetszés szerint. Ezeket gyakran vagy valamilyen húslevessel, vagy mártással fogyasztják. A főzés során további alapanyagokat is hozzá lehet adni. A nabemono árusítására külön éttermek specializálódtak, melyek hagyományos, rusztikus dekorációjukkal a nabemono eredetét, a japán vidéki mezőgazdaság stílusát tükrözik. Nabemono kapható még az ún. izakajákban (japán kocsma) valamint regionális konyhára szakosodott helyeken.

## Hozzávalók

### Alaplé a nabéhez
- 6 csésze dasi
- 1/4 csésze szójaszósz
- 1/4 csésze szaké
- 2 teáskanál só

Ezeket az összetevőket forraljuk össze, majd az ebből készült alaplébe tehetjük a további hozzávalókat, fűszereket.

### Tipikus hozzávalók a nabéhez[4]
- sungiku (krizantém egy ehető fajtája)
- répa
- negi (Allium fistulosum, hagymafajta)
- napa káposzta (jádekáposzta)
- enoki gomba
- sítake gomba
- udon tészta
- haruszame (üvegtészta)
- csont és bőr nélküli csirkehús darabok

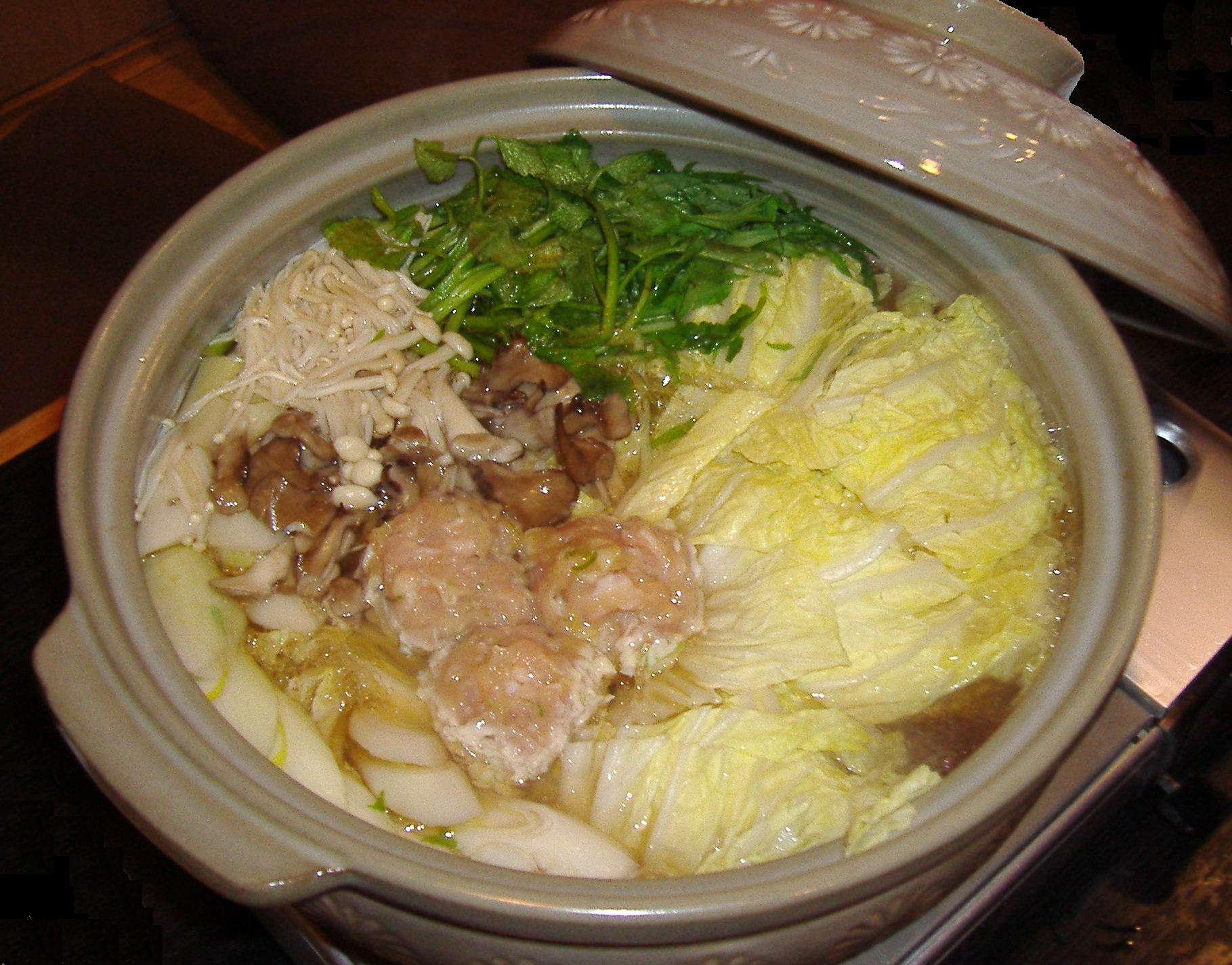
Csankonabe

- kacsahús
- marha szelet
- sertés szelet
- hal illetve kagylófélék
- spenót
- daikon (japán retek)
- tofu

## Elkészítése
A hozzávalók falatnyi nagyságúra vannak szelve. Azok, melyek keményebbek, pl.: répa, először megfőzik. A lágyabb alapanyagok, pl.: garnélarák, sungiku a végén kerülnek a donabébe (fedeles agyagedény), nehogy túlfőljenek.

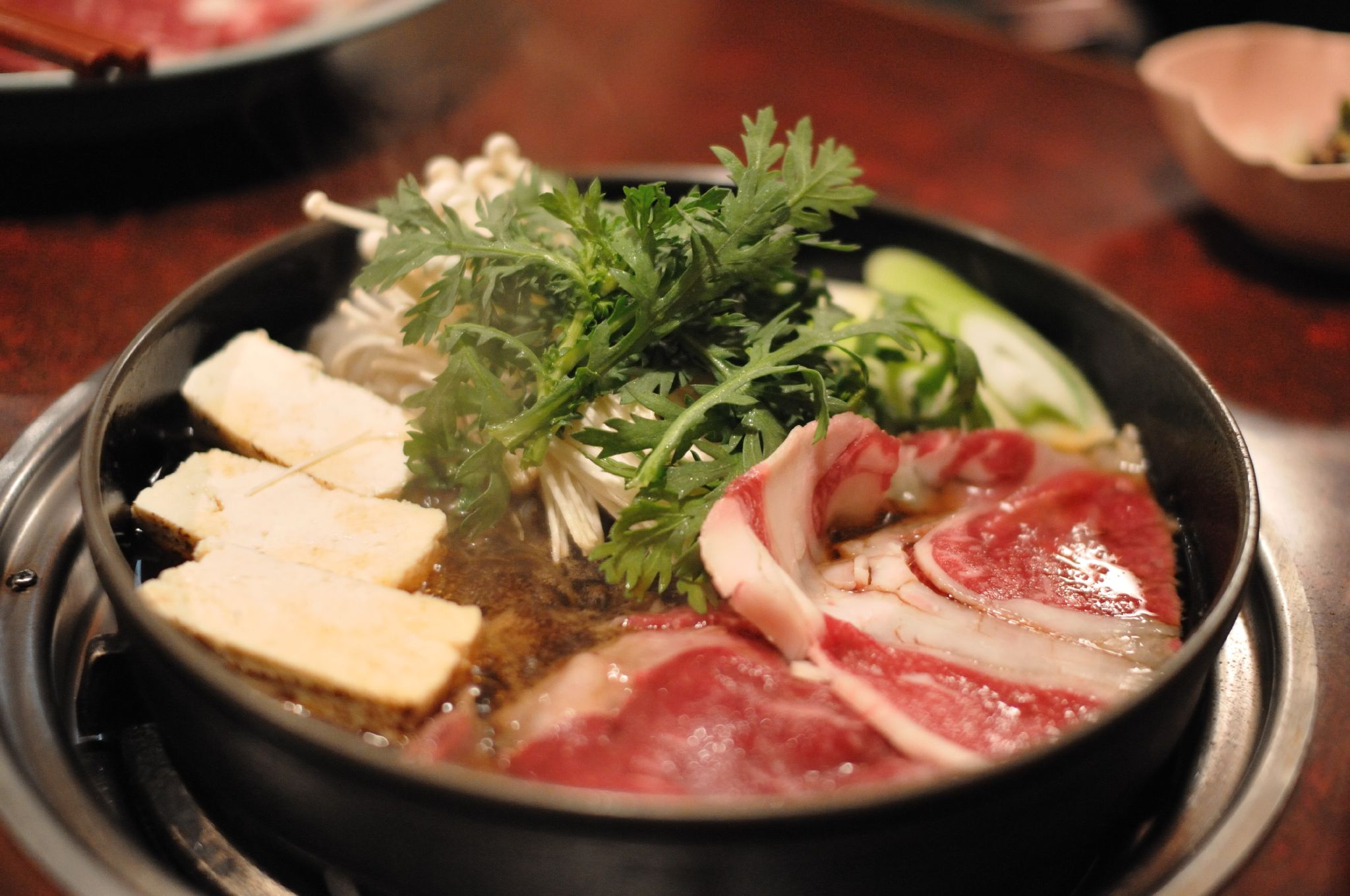
Szukijaki

Az étkezés végén, a fazékban maradt levest is felhasználják. Egy japán rizsételt, zosuit készítenek belőle. Attól függően, mennyi alaplé maradt, rizst adnak hozzá, majd abban megfőzik. Főzés végén tojást ütnek rá, majd összekeverik.

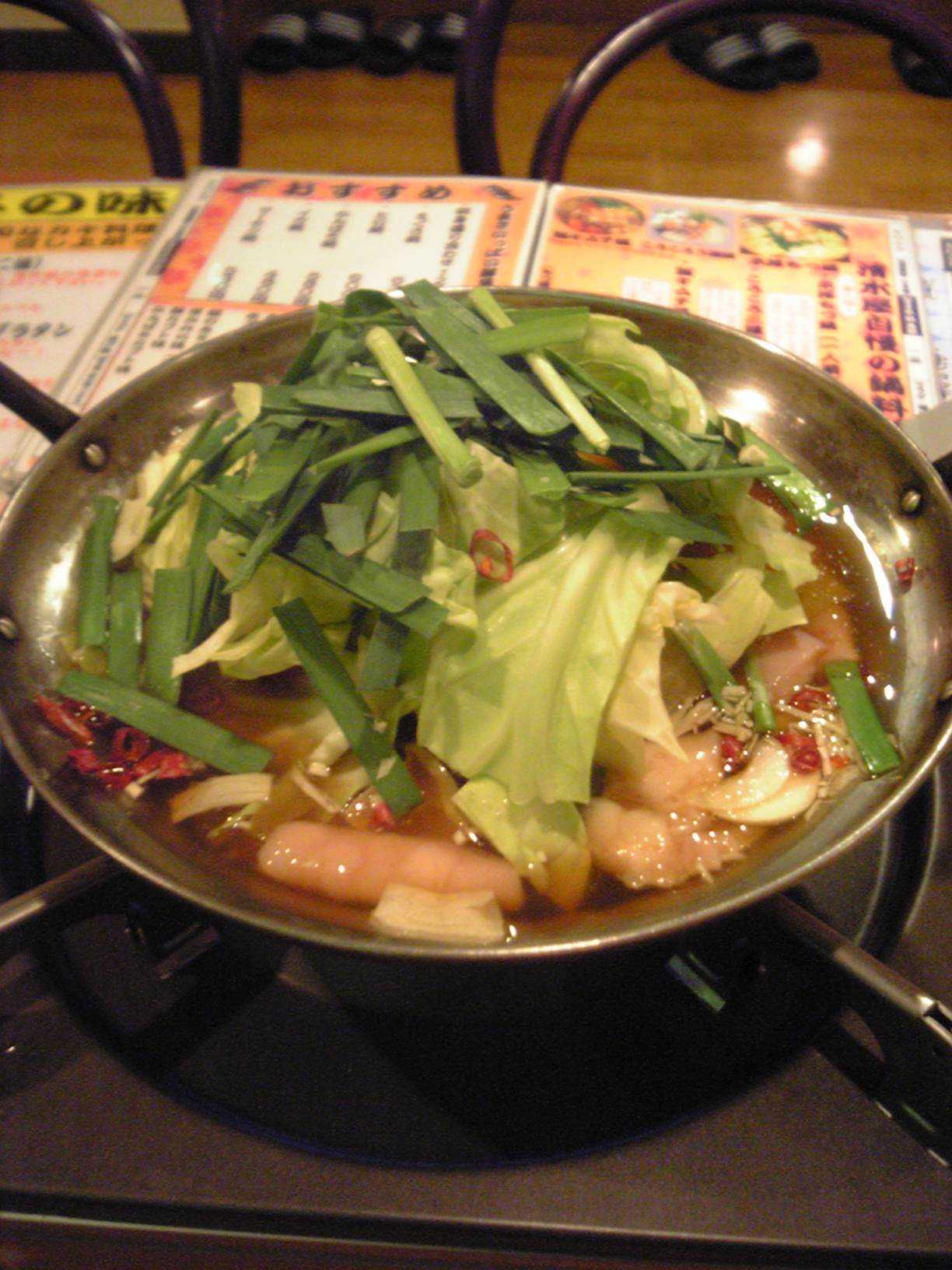
Mocunabe

## A nabemono változatai
- Joszenabe : Josze (寄) szóból ered, jelentése összerakni. Ez arra utal, hogy a joszenabében rengeteg különböző hozzávalót (pl. hús, hal, tojás, tofu és zöldségek) együtt főznek megy egy edényben. A joszenabe alapját a miszo vagy szójaszósz ízesítésű alaplevek adják.
- Csankonabe (ちゃんこ鍋): eredetileg csak szumó birkózóknak szolgálták fel. A csankonabében több hozzávaló van, mint a többi nabében, arra lett kifejlesztve, hogy segítse a szumó birkózókat a hízásban. Sokféle recept létezik, de általánosan tartalmaz húsgolyókat, csirkét, zöldségeket, mint például jádekáposzta és udont.
- Judofu　(じゅどふ): tofut kombu (tengeri alga) alaplében párolják, majd ponzu szósszal (szójaszósz dasival és citrusolajjal) és különböző fűszerekkel fogyasztják.
- Szukijaki (鋤焼き): vékonyra szelt marhahúst, tofut, zöldségeket és üvegtésztát főznek össze édesített szójaszószban, nyers tojásba mártva fogyasztják.
- Oden (おでん): általában télen fogyasztott étel, mely tartalmaz főtt tojást, japán retket, konjak-gélt, melyeket feldolgozott halpogácsával főznek meg a szójaszósszal ízesített dasiban.
- Mocunabe (もつ鍋): marha, vagy sertés belsőségekből készül. Tipikusan friss tehénbelsőséget főznek össze káposztával és kínai metélőhagymával. A leves alapja főként szójaszósz vagy miszo.

### Regionális változatok
- Hokkaidó
  - Isikari nabe (いしかり鍋): lazacot zöldségekkel miszo alapú alaplében főznek meg. Tipikus hozzávalók a japán retek, tofu, konjak-gél, jádekáposzta, burgonya, negi, sungiku, sítake gomba és vaj.
- Tóhoku régió
  - Kiritampo nabe (きりたんぽ鍋): a kiritampót (rizst összenyomkodnak, nyársra húzzák, majd meggrillezik) csirkehússal, közönséges bojtorjánnal, japán petrezselyemmel, negivel, és vékony konjak-géllel alaplében megpárolnak. Akita prefektúra specialitása.
- Kantó régió
  - Hótó nabe (ほうとう鍋): a hótót (egy udon fajta) miszóban párolnak kabocsával (japán tök), jádekáposztával, répával és taróval. Jamanisi prefektúra specialitása.
- Csúecu régió
  - Momidzsi nabe (もみじ鍋): szarvashús nabe. Tipikus hozzávalók közé tartozik a szarvashús, közönséges bojtorján, sítake gomba, negi, konjak-gél, tofu, és zöldségek. Ezeket miszo alapú alaplében párolják meg.
- Kanszai régió
  - Udon-szuki (うどんすき): udon, alaplébe párolva, különböző hozzávalókkal
  - Harihari nabe (はりはり鍋): bálna hús és mizuna (sárkányfog saláta). Oszaka specialitása.
- Csúgoku prefektúra
  - Fugu csiri (ふぐちり): fugu (gömbhal) dasiban párolva, leveles zöldségekkel együtt, mint a sungiku és a jádekáposzta, ponzu szósszal tálalva.
  - Dote nabe (どて鍋): osztrigát és gyakran jádekáposztát, tofut és sungikut párolnak meg egy edényben, melynek a fala miszóval van beborítva.
- Sikoku régió
  - Benkei no na dzsiru (べんけいのなじる): jelentése Benkei zöldséges levese. Tipikus hozzávalók közé tartozik a kacsa, vaddisznó, csirke, marha, disznó, japán retek, répa, mizuna, hiru (egyfajta mogyoróhagyma) valamint gombócok hajdinából és rizsből.
- Kjúsú régió
  - Mizutaki (みずたき): csirke darabkák és zöldségek egyszerűen megpárolva, ponzu szósszal fogyasztva. Tipikus hozzávalók közé tartozik a jádekáposzta, negi, sítake gomba vagy más egyéb gomba, tofu és sirataki tészta.

## Szószok
A nabemonot gyakran eszik különféle szószokkal, amit néha tarénak hívnak, melyet fordíthatunk "bemártás"-nak. Azokat a szószokat, melyekhez még további fűszereket adnak, jakuminak nevezik. Egy tipikus jakumi reszelt fokhagymából, vajból, piros paprikából, piros paprika és egyéb fűszerek keverékéből, sült szezámmagból vagy momodzsi orosi-ból (reszelt japán retek és piros paprika keveréke) áll össze.
- Ponzu: szójaszószból, keserű narancs levéből, édes szakéből és kombuból(tengeri alga) készül.
- Gomadare (szezám szósz): őrölt szezámmagból, szójaszószból, tengeri algából, szakéből és cukorból készül.
- Nyers tojás: leggyakrabban a szukijaki mellé fogyasztják.

## Fordítás
Ez a szócikk részben vagy egészben  a   nabemono című angol Wikipédia-szócikk ezen változatának fordításán alapul.  Az eredeti cikk szerkesztőit annak laptörténete sorolja fel. Ez a jelzés csupán a megfogalmazás eredetét és a szerzői jogokat jelzi, nem szolgál a cikkben szereplő információk forrásmegjelöléseként.